# Sneedville
Sneedville è un comune degli Stati Uniti d'America, situato nello Stato del Tennessee, nella Contea di Hancock, della quale è il capoluogo.